# Aranha-caranguejo
A aranha caçadora (Heteropoda venatoria) é uma aranha da família dos esparassídeos, largamente tropical, de coloração parda e corpo achatado, cuja conformação das patas lhe permite andar de lado. A espécie possui hábitos noturnos é frequentemente encontrada em cachos de bananas. Também é conhecida pelo nome de aranha-das-casas.
Um adulto dessa espécie tem um corpo achatado e marrom de 2 a 2,5 cm de comprimento e 7 a 10 cm de largura, incluindo suas pernas. A fêmea pode ser um pouco maior que o macho, principalmente no abdome, mas o macho tem pernas mais longas e pontas maiores nos seus pedipalpos.
Alimentando-se principalmente de insetos, esta aranha não é considerada perigosa para humanos, mas produz veneno suficiente para dar uma mordida dolorosa.